# هلال شومان
هلال شومان(1982) كاتب وروائي لبناني  حاز على بكالريوس هندسة الاتصالات والإلكترونيك من جامعة بيروت العربية في بيروت، وشهادة في الدراسات العليا في اتصالات الأقمار الصناعية من جامعة تيليكوم باريس تك Télécom ParisTech  وهو يعمل كمهندس اتصالات في شركة سيسكو سيستمز.عاش فترة في دبي والآن يعيش في كندا. صدر لهلال أربعة روايات؛ «ما رواه النوم»، «نابوليتانا» التي أنجزها في إطار محترف «كيف تكتب رواية»، و«ليمبو بيروت» التي أنجزها بمنحة من الصندوق العربي للثقافة والفنون (آفاق)، وآخرهم رواية «حزن في قلبي». كما له بعض المقالات على موقع شباب السفير.

## أعماله
- رواية ما رواه النوم [4][5]
- رواية نابوليتانا [6][7]
- ليمبو بيروت [2]
- حزن في قلبي .[8]